# Aetanthus nodosus
Aetanthus nodosus är en tvåhjärtbladig växtart som först beskrevs av Desrousseaux, och fick sitt nu gällande namn av Engler. Aetanthus nodosus ingår i släktet Aetanthus och familjen Loranthaceae. Inga underarter finns listade i Catalogue of Life.